# Hisense
Die Hisense Co., Ltd. (chinesisch 海信集团有限公司, Pinyin Hǎixìn Jítuán Yǒuxiàn Gōngsī, auch Hisense Group 海信集团) ist ein internationaler Elektronikkonzern aus der Volksrepublik China mit Unternehmenssitz in Qingdao. Das Unternehmen zählt zu den weltweit größten Herstellern von Fernsehgeräten und stellt darüber hinaus unter anderem auch Haushaltsgeräte, Klimaanlagen, Mobiltelefone und Tabletcomputer her. Zudem gehören zur Hisense Group zahlreiche Tochtergesellschaften.

## Geschichte

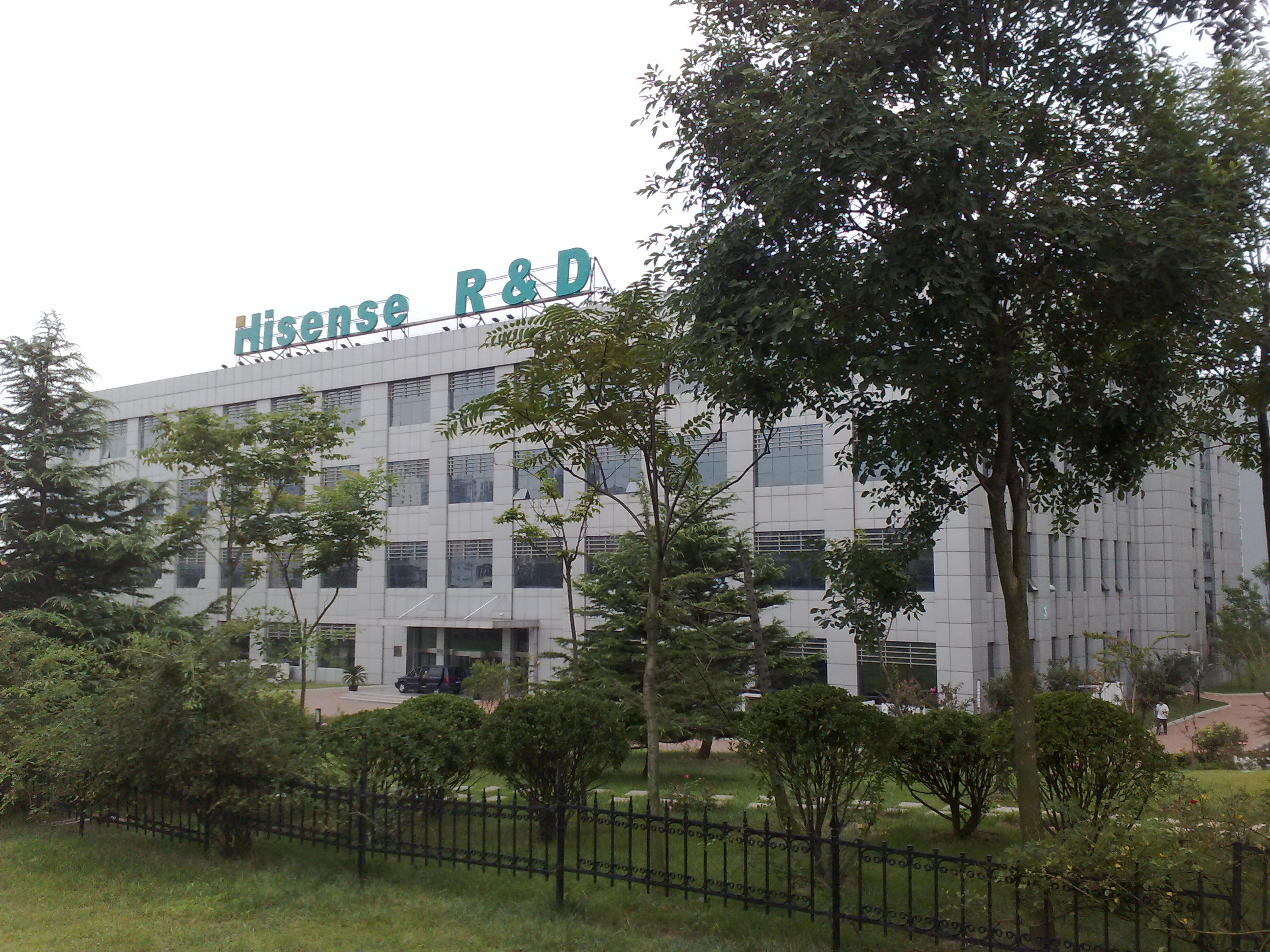
Entwicklungszentrum von Hisense in Qingdao (2009)

Der Elektronikkonzern Hisense ging aus der Qingdao No. 2 Radio Factory hervor, die den Geschäftsbetrieb im Jahr 1969 aufnahm und zunächst Transistorradios produzierte. 1979 schloss sich das Unternehmen mit weiteren Elektronikherstellern zur Qingdao General Television Factory zusammen und begann mit der Produktion von Fernsehgeräten. Im April 1997 wurde es schließlich als Hisense Electrical Co. Ltd. an der Börse Shanghai eingetragen.
In den folgenden Jahren wuchs das Unternehmen und erweiterte seine Produktpalette. Dabei kam es auch zu mehreren Übernahmen und Kooperationen. 2002 schloss Hisense ein Joint-Venture mit Hitachi zur Entwicklung von Klimaanlagen. 2006 folgte die Übernahme der Guandong Kelon Electrical Holdings Co. Ltd. 2008 ging Hisense ein weiteres Joint-Venture mit dem Haushaltsgerätehersteller Whirlpool ein.
Im August 2013 schloss das Unternehmen eine Technologiepartnerschaft mit dem deutschen TV-Hersteller Loewe für eine Zusammenarbeit in den Bereichen Einkauf, Entwicklung und Vertrieb. Die Zusammenarbeit endete nach der erneuten Insolvenz Loewes mit der Übernahme durch das zyprische Unternehmen Skytec im Januar 2020.
Ende Juli 2015 kündigte das Unternehmen die Übernahme des nord- und südamerikanischen TV-Geschäfts des Elektronikherstellers Sharp an. Aufgrund von Qualitätsmängeln in der Fernseherproduktion und der damit verbundenen Markennamenschädigung versucht Sharp seit 2017, die Übernahme rückgängig zu machen. Aktuell streiten sich die Parteien vor Gericht.
Im Juni 2018 erwarb Hisense für 293 Mio. Euro 94 % der Anteile am slowenischen Haushaltsgerätehersteller Gorenje.
Stand 2015 beschäftigte Hisense circa 75.000 Mitarbeiter an weltweit 16 Produktionsstandorten und elf Forschungs- und Entwicklungseinrichtungen. Darüber hinaus verfügt das Unternehmen über Niederlassungen in Europa, Nordamerika, Australien, Afrika und Südostasien und verkauft seine Produkte in über 130 Ländern.

## Produkte

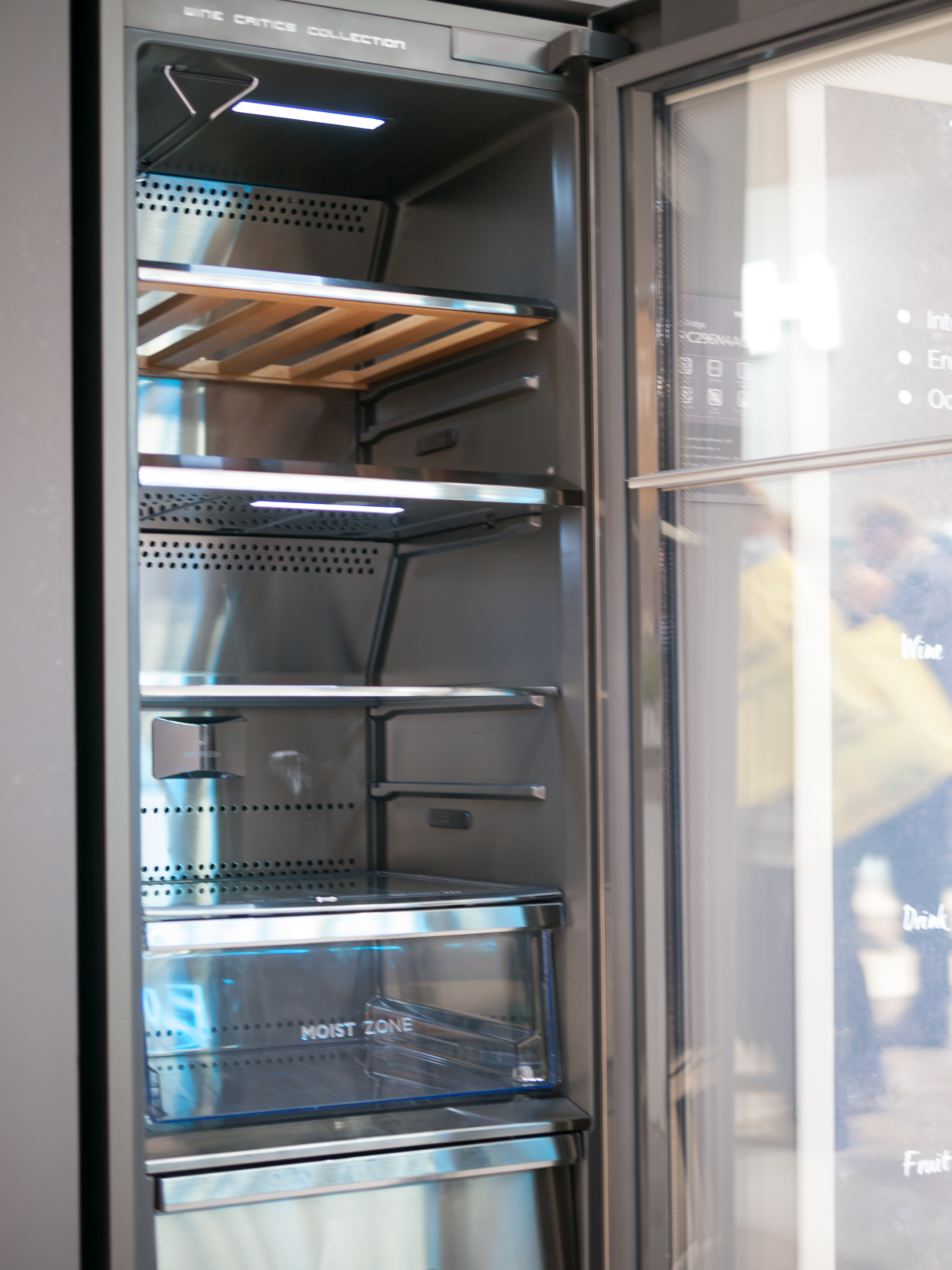
Vierzonen-Haushaltskühlschrank

Eine zentrale Produktkategorie von Hisense ist der Bereich Unterhaltungselektronik, speziell TV-Geräte. 2007 stellte das Unternehmen das erste chinesische LCD-TV-Modul her und ist heute einer der weltweit größten Anbieter von Flachbildschirm-Fernsehgeräten unter eigener Marke. Auch Heimkino-Laserprojektoren, Smartphones und Tablets gehören inzwischen zum Sortiment. Ein weiterer Bereich sind Haushaltsgeräte wie Kühl- und Gefrierschränke, Waschmaschinen und Klimaanlagen.
Neben Endkundenprodukten stellt Hisense weitere technologische Erzeugnisse her, beispielsweise das Verkehrsmanagement- und -signalsystem HICON, das die Stadt Peking während der Olympischen Sommerspiele 2008 einsetzte.

## Hisense in Europa
Die Marke wurde 2006 durch das Hannoveraner Unternehmen Quadral zuerst mit Flachbildfernsehern eingeführt. Mittlerweile befindet sich der Sitz der deutschen Niederlassung in Garching bei München. Nach der Übernahme von Gorenje wurden die Vertriebsstandorte beider Unternehmen in die Hisense Gorenje Germany GmbH zusammengeführt. Sühel Semerci übernahm dabei als Executive Vice President den Vertrieb und das Marketing in Westeuropa. Im Jahr 2020 gründete Hisense das neue Unternehmen Hisense Gorenje Europe, d.o.o. mit Sitz in Ljubljana, welche die kaufmännische Tätigkeiten der Hisense Europe Group sowie Gorenje übernahm. Darüber hinaus ist das Unternehmen mit Niederlassungen in Frankreich, Italien, dem Vereinigten Königreich und Spanien präsent.
Die Logistik wird vom Unternehmen Fiege Logistik, Standort Peine, abgewickelt.

## Sponsoring
Seit Beginn der Saison 2014/2015 ist Hisense Partner des Fußball-Bundesligisten FC Schalke 04. Die Vereinbarung wurde für drei Jahre geschlossen und umfasst unter anderem Werbung auf den LED-Banden im Stadion und weiteren Werbeflächen. Auch in den Sportarten Tennis (ehemals die Hisense Arena in Melbourne, Australian Open) und Rennsport (u. a. Infiniti Red Bull Racing, NASCAR Xfinity Series) ist Hisense als Sponsor aktiv.
Hisense war seit deren Start 1960 der erste chinesische Konzern, welcher als Sponsor für die Fußball-Europameisterschaft 2016 auftrat. Zusätzlich war das Unternehmen offizieller Sponsor der Fußball-Weltmeisterschaft 2018 sowie mitsamt der Tochtergesellschaft Gorenje für die Fußball-Europameisterschaft 2024.